# Како се извући са убиством
Како се извући са убиством (енгл. How to Get Away with Murder) америчка је телевизијска серија коју је створио Питер Новок за American Broadcasting Company (ABC). Радња прати Анализ Китинг (Вајола Дејвис), адвокатицу и професорку права на престижном универзитету у Филаделфији, која се, заједно са петоро својих студената, уплиће у сложену заверу везану за убиство.
Серија је добила изузетно позитивне рецензије критичара и остварила успех међу гледаоцима. Дејвис је освојила Еми за најбољу главну глумицу у драмској серији и Награду Удружења филмских глумаца за најбољу глумицу у драмској серији.

## Радња
Адвокатица и професорка права Анализ Китинг повеже се са четворо својих најбољих студената који похађају њен предмет „Како се извући са убиством”. Оно што амбициозни студенти не знају јесте да ће оно што су научили морати да примене у стварном животу када се нађу уплетени у заплет убиства које ће потрести факултет и променити ток њихових живота. 

## Улоге
| Глумац          | Улога            |
| --------------- | ---------------- |
| Вајола Дејвис   | Анализ Китинг    |
| Били Браун      | Нејт Лахи        |
| Алфред Инок     | Вес Гибинс       |
| Џек Фалахи      | Конор Волш       |
| Кејти Финдли    | Ребека Сатер     |
| Ејжа Наоми Кинг | Микејла Прат     |
| Мет Макгори     | Ашер Милстон     |
| Карла Соуза     | Лорел Кастиљо    |
| Чарли Вебер     | Френк Делфино    |
| Лајза Вајл      | Бони Винтерботом |
| Конрад Рикамора | Оливер Хемптон   |
| Роум Флин       | Габријел Медокс  |
| Амира Ван       | Теган Прајс      |
| Тимоти Хатон    | Емерет Крофорд   |

## Епизоде
| Сезона | Сезона | Епизоде | Епизоде | Оригинално емитовање | Оригинално емитовање |
| Сезона | Сезона | Епизоде | Епизоде | Премијера            | Финале               |
| ------ | ------ | ------- | ------- | -------------------- | -------------------- |
|        | 1.     | 15      | 15      | 25. септембар 2014.  | 26. фебруар 2015.    |
|        | 2.     | 15      | 15      | 24. септембар 2015.  | 17. март 2016.       |
|        | 3.     | 15      | 15      | 22. септембар 2016.  | 23. фебруар 2017.    |
|        | 4.     | 15      | 15      | 28. септембар 2017.  | 15. март 2018.       |
|        | 5.     | 15      | 15      | 27. септембар 2018.  | 28. фебруар 2019.    |
|        | 6.     | 15      | 15      | 26. септембар 2019.  | 14. мај 2020.        |